# Mobil indítóállvány (Cape Canaveral)

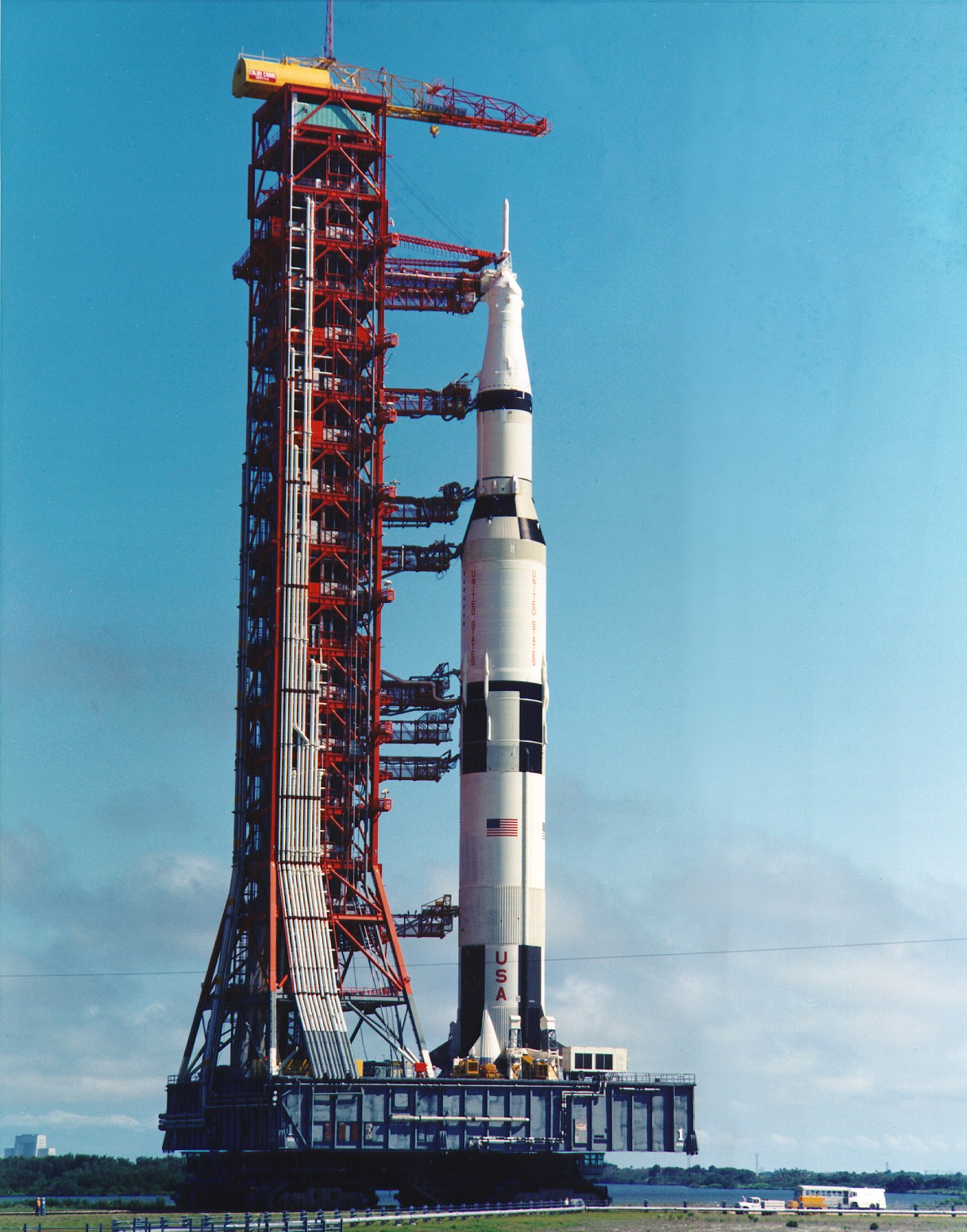
A Mobil indítóállvány, a rászerelt Apollo–11 szállítása közben a történelmi holdra szálló expedíció előkészületei során

A Mobil indítóállvány a NASA által használt berendezés, amelyet az Apollo-program során hoztak létre a Saturn V összeszerelésére, szállítására és felbocsátására. Később az Apollo–Szojuz-program és a Skylab-program Saturn I rakétáinak felbocsátására használták, majd egy mélyre ható átalakítást követően az Space Shuttle programban a többször felhasználható űrrepülőgép startjainál alkalmazzák Cape Canaveralen.
A holdra szállás feszített tempójú programjának teljesítéséhez három példányt építettek a szerkezetből, amelyek mindegyikét használták a holdrakéták startjainál. A későbbi, ugyancsak Apollo űrhajókat használó, de csak Föld körüli pályára indított, ezért kisebb méretű hordozóeszközt használó programokhoz – egy rácsszerkezetes adapter – ráépítésével csak kisebb, az űrrepülőgép indításához teljes átépítést jelentő nagyobb átalakításon esett át. A Mobil indítóállvány nem önjáró eszköz, mobilitását a Hernyótalpas szállítójármű biztosítja a VAB-csarnok és az LC-39 indítókomplexum között.
A szerkezet kezdetben két részegységből állt össze: a Mobil platformból és a Start ellátótoronyból. Később, az alapvető áttervezése után csak a platform maradt mobil, míg a torony részegység az indítóállások integráns része lett.

## Funkciója
A Mobil indítóállvány elsődleges funkciója a NASA űrhajósokat a világűrbe juttató, időben az Apollo-programtól napjaink Space Shuttle repüléseiig terjedő programjaiban az űrhajórendszerek összeszereléséhez és szállításához alapot biztosítani, illetve a felbocsátásukhoz kiszolgáló infrastruktúrát biztosítani. Ennek keretében a VAB-csarnokban a platformon összeszerelik a rakétát és az űrhajót, amelyet a szerelési fázis végeztével a Hernyótalpas szállítójármű segítségével juttatnak ki az LC-39 indítóállásba. A start során pedig ez a platform jelenti azt a talapzatot, ahonnan az űrhajó elindulhat. Használatának kezdeti idején, a Saturn rakéták felbocsátásakor az üzemanyagfeltöltő, illetve elektromos betáplálás funkciókat is ez az egység látta el, lévén az Ellátó torony is ennek képezte részét. Az alkalmazásának zömét jelentő űrrepülőgép felbocsátások idején az előbbi funkciót már nem látta el.
Az indítóállvány másodlagos funkciója lehetővé tenni az űrhajórendszer megóvását a hosszú összeszerelési fázis ideje alatt az időjárás viszontagságaitól, valamint alkalmazásának kezdetén a startfrekvencia sűrítését.

## Története

### A koncepció
Az Apollo-program első napjaiban – amikor még az sem dőlt el, hogy milyen űrhajót, milyen hordozóeszközzel és milyen metódussal – juttatnak el a Holdra, az indítások infrastruktúrája is egy volt a megoldandó problémák közül. A holdra szállás megvalósítására alkalmas rakéta (vagy rakéták) olyan méretűnek bontakoztak ki, hogy az addig alkalmazott összeszerelési és/vagy szállítási metódusok nem tűntek megfelelőnek. A lehetséges megoldások között három út bontakozott ki:
- a rakéta fokozatonkénti szállítása az indítóállásba és a helyszíneni összeépítése (ezt a metódust alkalmazták pl. a Mercury-programban)
- a rakéta vízszintes összeszerelése egy erre a célra kialakított összeszerelő csarnokban, majd továbbra is ebben a helyzetben az indítóállásba szállítása és ottani függőleges helyzetbe emelése (e módszer szerint működik a szovjet/orosz Szojuz-program)
- a rakéta eleve függőleges összeszerelése és ugyanilyen helyzetben az indítóállásba juttatása

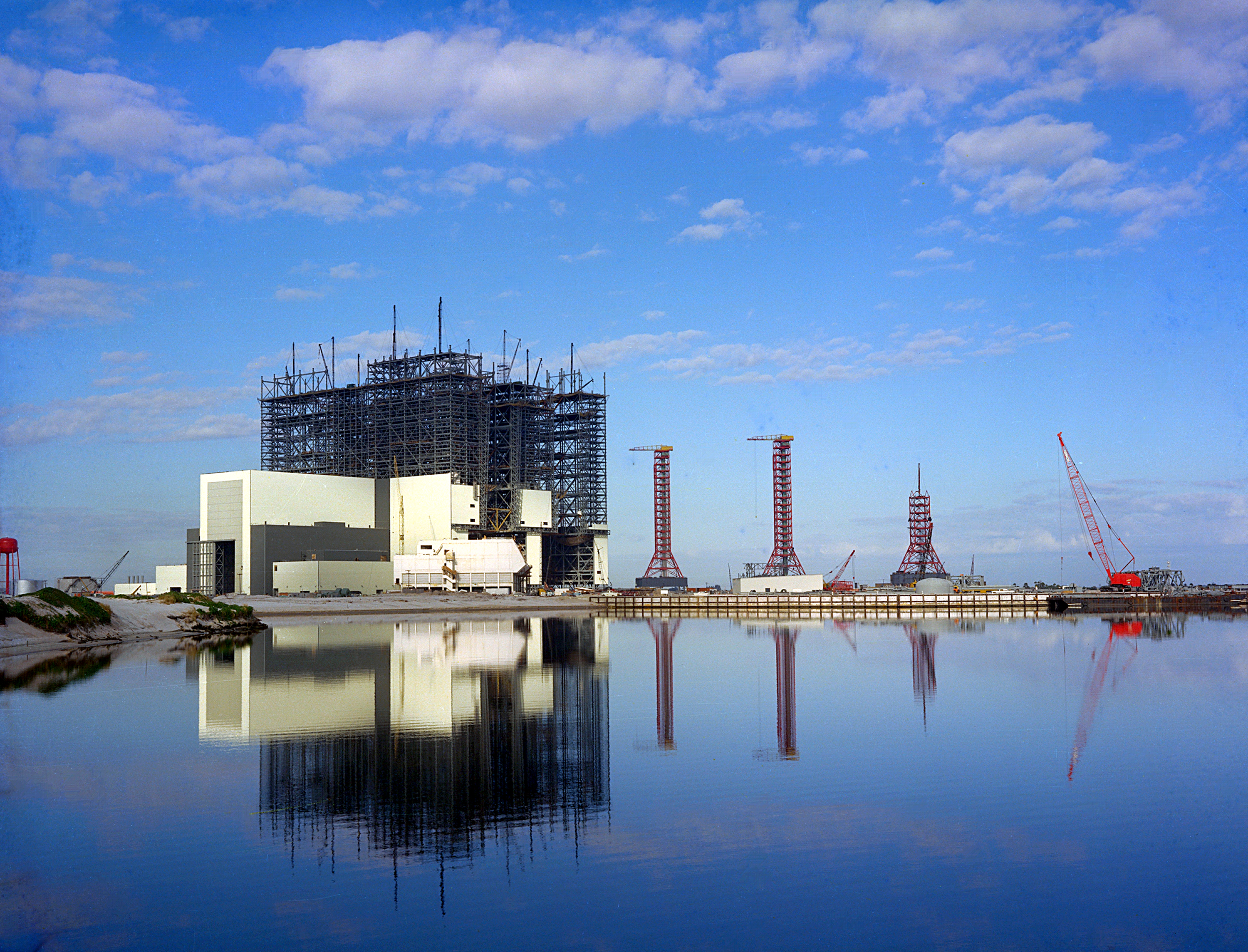
Épül a mobil felbocsátási koncepció: a VAB-csarnok építésével egyidejűleg folyik a három új Mobil indítóállvány is (a képen két torony készen áll, a harmadik még épül)

Az összeszerelő csarnok alkalmazása mellett az szólt, hogy a korábbi programokban a hosszabb indítóállásban eltöltött idő alatt az időjárásnak kitett rakétán korróziós nyomok keletkeztek, így az időjárási kockázatok kizárhatók lettek. Egy másik – még perdöntőbb – ok a helyszíni összeépítés kizárására a minél sűrűbb startfrekvencia iránti igény volt. A holdprogramban azzal számoltak a kormányzat és a NASA illetékesei, hogy a szovjetek addigra akkumulálódott előnyét a korábbihoz képest sokkal intenzívebb repülési programmal, minimum kéthavonkénti (szükség esetén még sűrűbb, akár kéthetenkénti) felbocsátási ütemmel lehet behozni, ezzel szemben a helyszíni szereléssel egy Saturn I méretű rakétánál négy hónapnyi időközökkel lehet csak számolni. A startsűrűséget drámai módon lehetett javítani azzal, hogy ha az indítóállásokban csak a start előtti rövid időszakokban folyik előkészítő munka – azaz csak rövid ideig foglaltak –. Ezek a megfontolások megteremtették a mobil felbocsátási koncepciót, igény jelentkezett tehát egy eszközre, amely a leendő rakétának az összeszerelőüzem és az indítóállás közötti mozgatását végzi. E mellé az alapvetés mellé társult a vízszintes és a függőleges összeszerelés dilemmája. A vízszintes összeszerelés problémai a szállítás során a tápvezetékek csatlakozási gondjai, valamint a szállítómunkások okozta esetleges sérülések voltak (a szállítás során a kiszolgáló szerkezet körülveszi a rakétát, és a rajta dolgozó emberek ráejthettek dolgokat, míg egy függőleges szállítás során a kiszolgáló szerkezet a rakéta mellett állt, csökkentve a sérülések lehetőségét). De a legnagyobb probléma a rakéta függőlegesbe állítása volt, a művelet során adódó feszültségek szerkezeti törésekhez, repedésekhez, vezetékszakadásokhoz vezethettek. A függőleges szerelés nem vetett fel ilyen problémákat, „csak” a megfelelően óvatos szállításra kellett megoldást találni. A döntés meg is született: egy olyan szállítóeszközre van szükség, amely alkalmas egy minden korábbinál nagyobb rakétát függőleges helyzetben elszállítani egy szerelőcsarnokból az indítóállásba.
A NASA 1962. január 25-én hivatalosan is elindította a C–5 jelű rakéta fejlesztését (amely később a Saturn V nevet kapta), majd 1962. június 22-én elfogadta– az erre a rakétára alapozó – LOR koncepciót. Ez egyben ki is jelölte azokat a technikai paramétereket, amelyekhez illeszkednie kellett a mobil szállítóeszközöknek.

### Apollo korszak

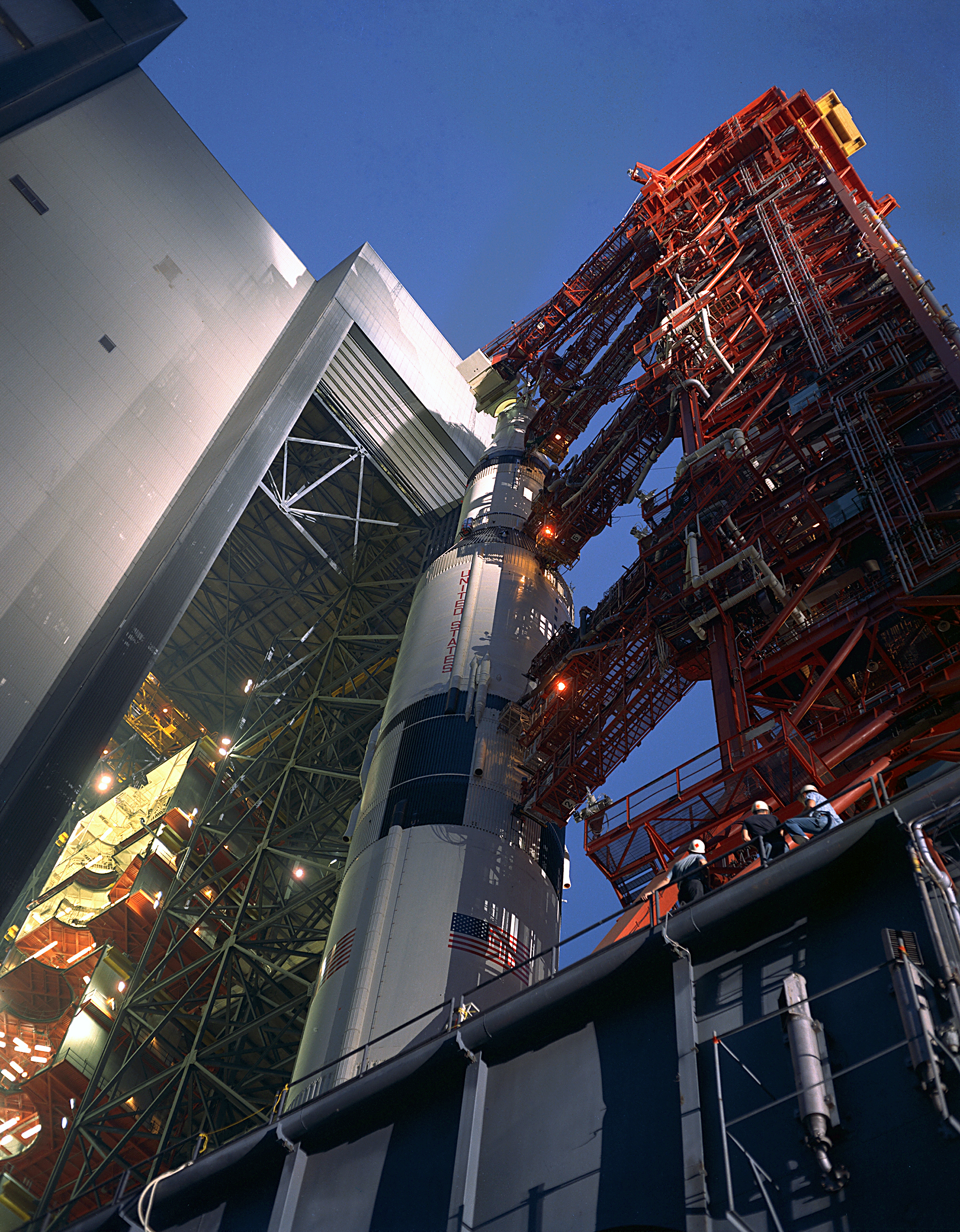
Az Indítóállvány az Apollo–12 szállítása közben

A leendő holdrakéta egy 121 méter magas, a farkánál 10 méter átmérőjű, üresen 240 tonnás „ceruzaként” bontakozott ki a tervezőasztalon, ennek a mozgatása volt az elsődleges feladat. A feladat másik része pedig a feltöltött állapotban több mint 3000 tonnát nyomó űrszerelvény felbocsátása volt. A tervezési feladatokat a Reynolds, Smiths és Hills Tervezőiroda kapta. A követelmények alapján kialakult a szerkezet formája: egy hatalmas, két emelet magas vízszintes platform és egy karcsú rácsszerkezetes torony, amely az ellátókarokat és a rakéta feltöltéséhez szükséges tápvezetékeket tartotta és a tetején egy daruval is rendelkezett a szerelési utómunkálatokhoz. A tervezést követően az Ingalls Iron Works 1963 novembere és 1965 februárja között gyártotta le a Mobile Launcher (Mobil Indító), vagy a látványosabbik részegysége után egyszerűen csak Launch Umbilical Tower (Start Ellátótorony) néven említett szerkezetet.
Összesen három egységet építettek az Ellátótoronyból. A LUT–1 szerkezeti munkája kilenc hónap alatt lett kész, ekkor emelték a helyére a szerkezet tetején levő 19 tonnás daru gémjét. 1965 februárjában lett kész a LUT–2 és 1965. március 1-jén emelték a helyére a LUT–3 daruját, mintegy befejezvén az építést. A szerkezetkész tornyok ezután egy másik gyártó, a Hayes International kezébe kerültek, akik felszerelték az ellátókarokat (vagy – némileg hibásan használt – más néven támkarokat). Ezek az ellátókarok voltak a Mobil indítóállványok legbonyolultabb részegységei, tervezésüket nem adták ki, azt maga a NASA végezte. Ennek során elkészítették egy tipikus kar (a 6-os számú) prototípusát és ennek alapján gyártotta le a Hayes a többit, természetesen a megfelelő eltérésekkel.

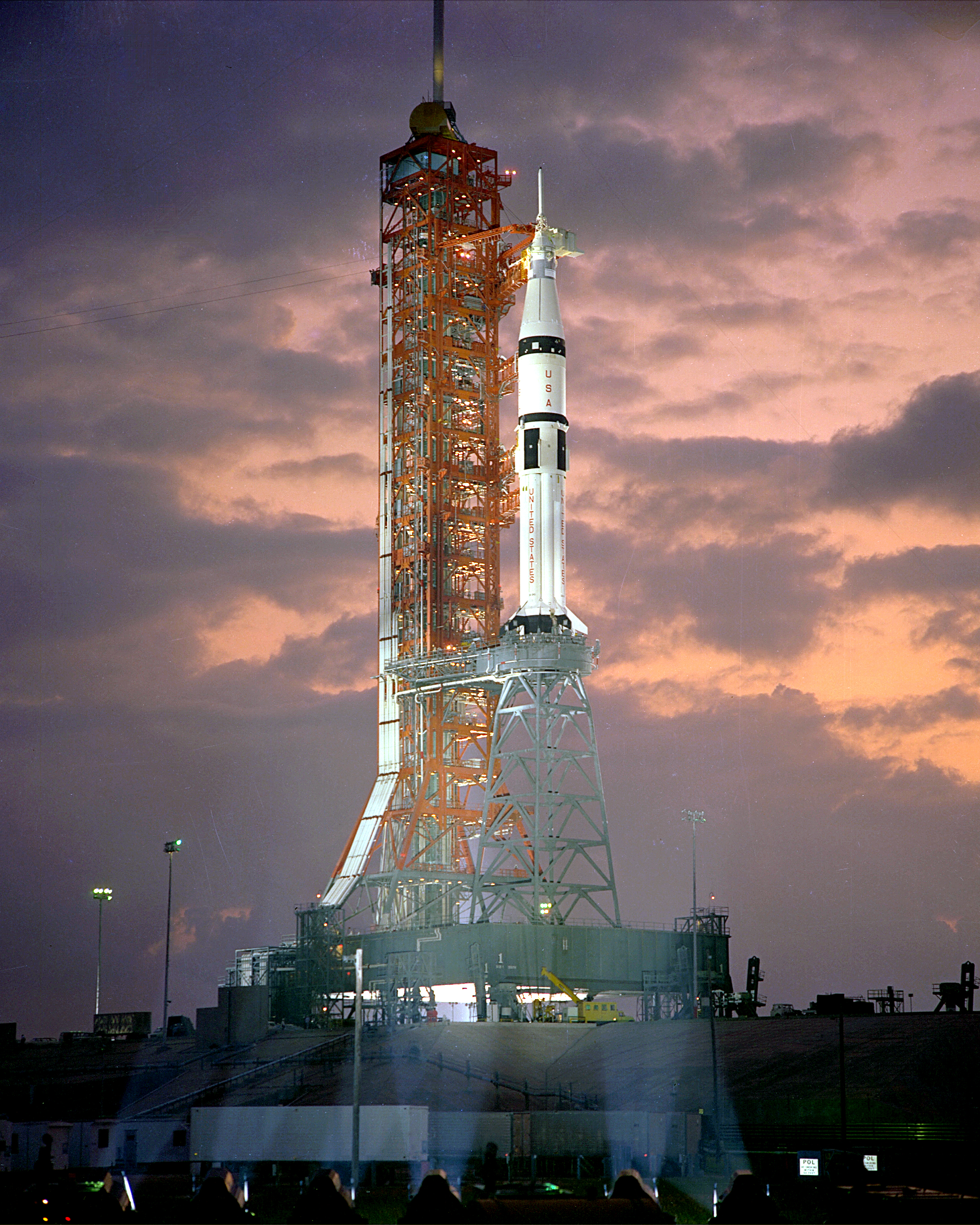
Az Indítóállvány az Apollo–Szojuz-programban (jól látható a kisebb rakéta illesztéséhez használt „fejőszék”)

A rendszer tesztelése 1966. március 15-én kezdődött, a kizárólag erre a tesztre épített méret- és tömeghű, de működésképtelen SA–500F tesztrakéta összeépítésével és indítóállásba szállításával. Ezen a napon emelték a VAB 1-es összeszerelő-öblében parkoló indítóállványra az SA-500F első fokozatát, az SI–C-t, az összeszerelési teszt első lépéseként. Tíz nap múlva az S-II, majd még a hónap végéig az S-IVB fokozat makettje is a helyére került, majd az Apollo űrhajó, a holdkomp és a mentőrakéta összeépítése következett. Ez idő alatt egy másik mobil indítóállvánnyal (üresen) az indítóállvány és az indítóállás kompatibilitását is letesztelték. Az SA-500F összeszerelése 1966. május végéig tartott, amikor is 1966. május 25-én a kész szerelvény kigurult az összeszerelőcsarnokból. A kísérlet teljesen sikeres volt, igazolva a koncepció helyességét. További igazolást nyert a koncepció, amikor június első hetének végén az 1966-os hurrikánszezon első vihara, az Alma-hurrikán elérte Floridát és az űrrepülőtér vezetője, Kurt Debus kiadta az utasítást, a rakéta indítóállásból való visszavonására és a VAB-csarnokba való visszamenekítésére. A kicsit több mint 5 és fél órás művelet igazolta, hogy szükség esetén a mobil koncepció mekkora előnyt jelenthet a rakéta időjárási kockázatoktól való megmentésével az indítóállásbeli összeszereléshez képest.
Az „éles” indítások az Apollo–4 1967. november 9-i startjával kezdődtek. Az Apollo-program során 12 Saturn-V startolt a három indítóállványról, a NASA nagyjából egyenletesen számban használta őket. Minden start balesetmentesen, tökéletesen sikerült. A holdprogramot követően még egy utolsó Saturn-V indult az indítóállványról, a Skylab-program űrállomása indult a holdrakéta némileg átalakított, utolsó példányával.
A Saturn-V-ök repülését követően, a Skylab-program taxiűrhajóinak, illetve az Apollo–Szojuz-program Apollo űrhajójának felbocsátására is a Mobil indítóállványokat használták annak ellenére, hogy ezeken a repüléseken egy sokkal kisebb rakétát, a Saturn IB-t használták (és annak ellenére, hogy a Saturn IB-nek megvolt a maga indítóállása, az LC–37). A méretprobléma áthidalására egy adaptert (a szakmai szlengben „fejőszék (milkstool)” néven emlegetett rácsszerkezetet) építettek a platformra, amely magasra emelte a kisebb rakétát és így lehetővé vált a Saturn V méreteihez igazított ellátókarok alkalmazása. Ebben a konfigurációban négy sikeres startra került sor.

### Space Shuttle korszak

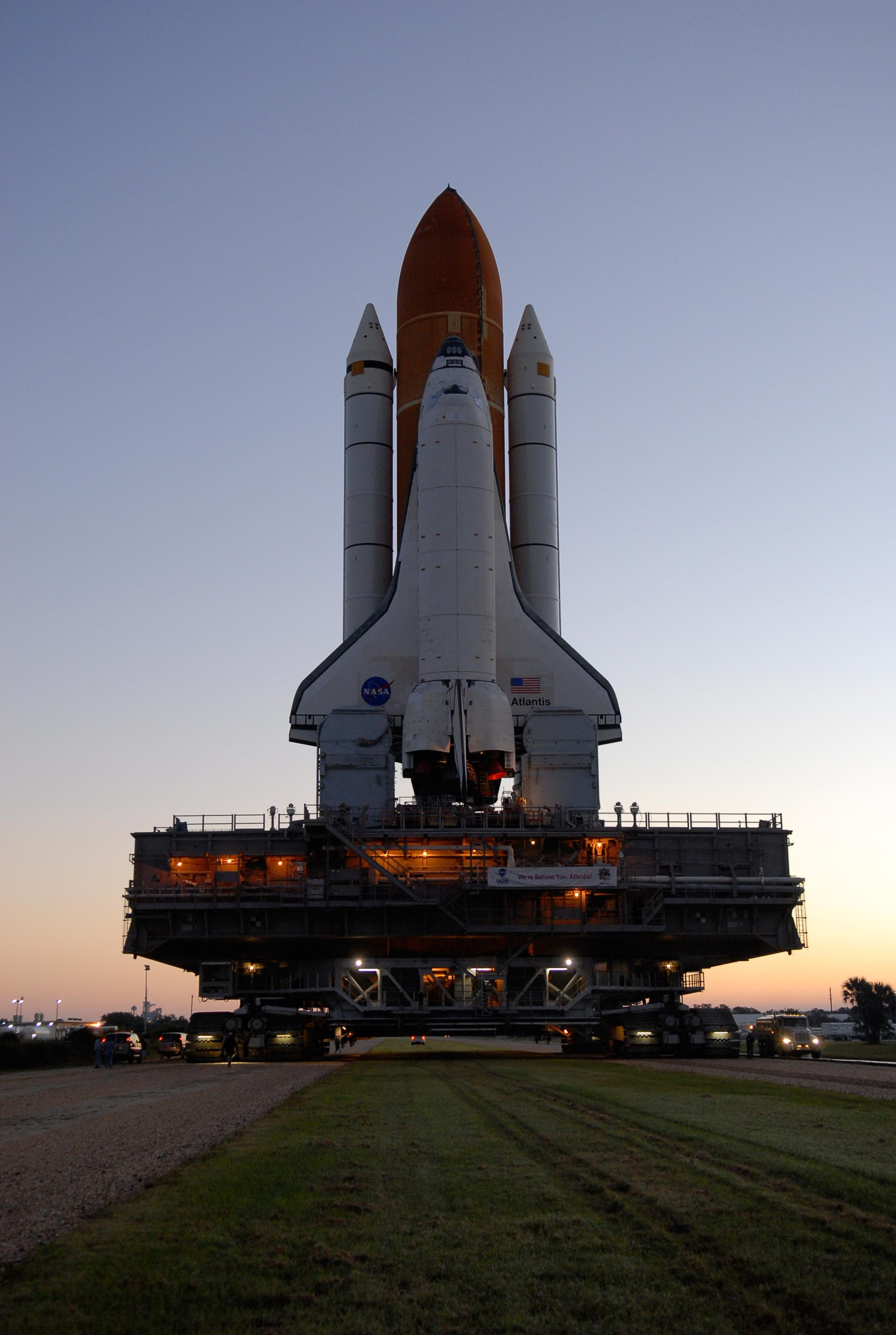
Az Atlantis űrrepülőgép utazik az indítóállásba az STS–122 expedíció előtt

Az Apollo-program leállításának legfőbb oka annak drágasága volt, a következő programmal kapcsolatos alapkövetelmény az olcsóbb üzemeltetés volt. Kissé paradox módon ebben a legnagyobb segítséget az Apollo infrastruktúra minél szélesebb körű felhasználása jelentette. Ezért a Space Shuttle-program kezdetén nyilvánvaló volt, hogy a Mobil indítási koncepció elemei (a VAB, a Mobil indítóállvány, az LC–39 és a Hernyótalpas szállítójármű) mind jól felhasználhatók lesznek a későbbiekben, így az űrrepülőgéphez is ezt a koncepciót választották. Az Apollo infrastruktúra azonban nem volt egy az egyben adaptálható az új űrhajórendszerhez, több komponensén – így az indítóállványon is – átépítéseket kellett végrehajtani. Az átépítések 1976-ban kezdődtek – mihelyt a hardver felszabadult az utolsó Apollo-repülésből – és a legmélyebben talán éppen az indítóállványt érintették.
Az átépítés nyomán új nevet – Mobile Launch Platform, azaz Mobil Indítóplatform – is adtak a szerkezetnek, tekintettel az átépítés mibenlétére is: az indítóállványokról leszerelték az ellátótornyokat és csak a platform maradt meg. A tornyok közül kettő (a 2-es és 3-as) a 39A és 39B indítóállásokra épített új Fixed Service Structure (Rögzített Kiszolgáló Szerkezet), azaz egy fix ellátótorony gerincéül szolgált, míg a legtörténelmibb küldetések tanúja, az 1-es számú ellátótorony szétszerelve várja sorsát. A platformon a legfőbb változtatás a Hátsó Kiszolgáló Pilonok átépítése és az STS máshová eső gázsugarainak távozásához szükséges új nyílások kialakítása volt. Szintén a más hajtóműelrendezés miatt módosítani kellett a start pillanatában használt vízelárasztó-rendszeren is. És végül ugyanezen okból a négy Rögzítő Kar rendszerét is kicserélték nyolc Rögzítő Csapszegre, amelyek a két gyorsítórakétánál fogva rögzítik az űrszerelvényt a platformhoz (és engedik el azt a start pillanatában).
A Space Shuttle-program hosszabb futamideje és a nagyobb startfrekvenciája miatt az űrrepülőgépek felbocsátásának feladatkörében nagyságrenddel nagyobb számú startot szolgált ki hiba nélkül a Mobil Indítóplatform (szám szerint 132 alkalommal indult az űrbe róla az STS rendszer). A tervek szerint még 2 start során fogják erre a feladatkörre alkalmazni a szerkezetet.

## Műszaki adatok

### Apollo modifikáció

#### Platform
A Mobil indítóállvány alapját egy vízszintes acélszerkezet képezi, egy szürke színű téglatest, amelyre az általa hordozott rakétá(ka)t rögzítik. A platform 49 méter hosszú, 41 méter széles és 7,6 méter magas. A belsejében két szint került kialakításra. A közepén, a Saturn V hajtóműharangjai alatt egy négyzetes nyílást alakítottak ki, az ún. Égéstermék kamrát (Exhaust Chamber), amelyen keresztül távozhatott a rakéta lángcsóvája az indítóállás betonteknőjébe. Az Égéstermék kamra peremén négy Rögzítőkart (Hold Down Arm) építettek ki, ezek tartották a Saturn V teljes tömegét, illetve ezek tartották vissza a rakétát a startkor egészen addig, míg a hajtóművek el nem érték a teljes teljesítményt. Szintén a rakéta farka mellett alakítottak ki három Hátsó Kiszolgáló Pilont (Tail Service Mast), amelyek az S-IC elektromos, és folyadék betáplálását voltak hivatottak biztosítani.

#### Ellátótorony
A Start Ellátótorony (Launch Umbilical Tower) egy 116 méter magas, 18 szintes rácsszerkezet volt. A piros színű torony első két szintje magasabb – egyenként 9 méter – míg a többi szint egységesen 6 méter magas volt. Belsejében két gyorslift futott. A torony tetején egy 25 tonna teherbírású daru kapott helyet. Az egyes toronyszintek jelölése a magasságukkal történt (így pl. volt a 30 lábas szint, vagy a 220 lábas szint). A torony fő feladata azonban a rakéta tápvezetékeinek csatlakoztatása volt, ehhez kilenc ellátókaron vitték a megfelelő csatlakozási pontokhoz a különböző erőforrásokat. Példaképpen egy ellátókar felépítése: 24 elektromos kábel futott benne (mindegyik 50 mm vastag, emellett 44 különböző folyadékokat szállító vezeték 12–25 mm vastagsággal, amelyeket egyetlen kötegbe fogtak össze. Egy átlagos kar 22 tonnát nyomott, és egy személyautó is képes lett volna átgördülni rajta.

### Space Shuttle modifikáció

#### Platform
A Space Shuttle indítására használt Mobil Indítóplatform műszaki értelemben véve lényegében megegyezik az Apollo-programban használt platformmal, amelyet megfosztottak a toronytól. A hatalmas acéltesteken az egyetlen központi lángnyílás helyett három külön nyílást alakítottak ki (egyet a főhajtóművek alatt, másik kettőt pedig a két gyorsítórakéta alatt). Az űrrepülőgép start előtti ellátása más módot kívánt meg az Apollohoz képest, ezért a három helyett csak két Hátsó Kiszolgáló Pilonra volt csak szükség (a nagy külső tartály oxigén- és hidrogéntartályainak start előtti betöltéséhez).

## Jövőbeli alkalmazása
A NASA tervei szerint a VAB/LC–39/Mobil indítóállvány/Hernyótalpas szállítójármű infrastruktúrát használták volna a Constellation programban az újonnan fejlesztett Ares I és Ares V rakéták építésére, szállítására és felbocsátására. Ehhez a 39B indítóállás átalakítása új ellátótorony építésével, valamint az Ares I próbarepülése – a platform igénybevételével – már meg is történt. Azonban a programot Obama elnök – elsősorban a gazdasági válság hatására – alapjaiban változtatta meg, így bizonytalan a hardver jövője. Azonban az nyilvánvalónak látszik, hogy a platform alkalmas lesz bármilyen űrhajórendszer földi szállítására, ezért bizonyára használni is fogják a jövőbeli emberes űrprogramokban.

## A „Lánctalpas”

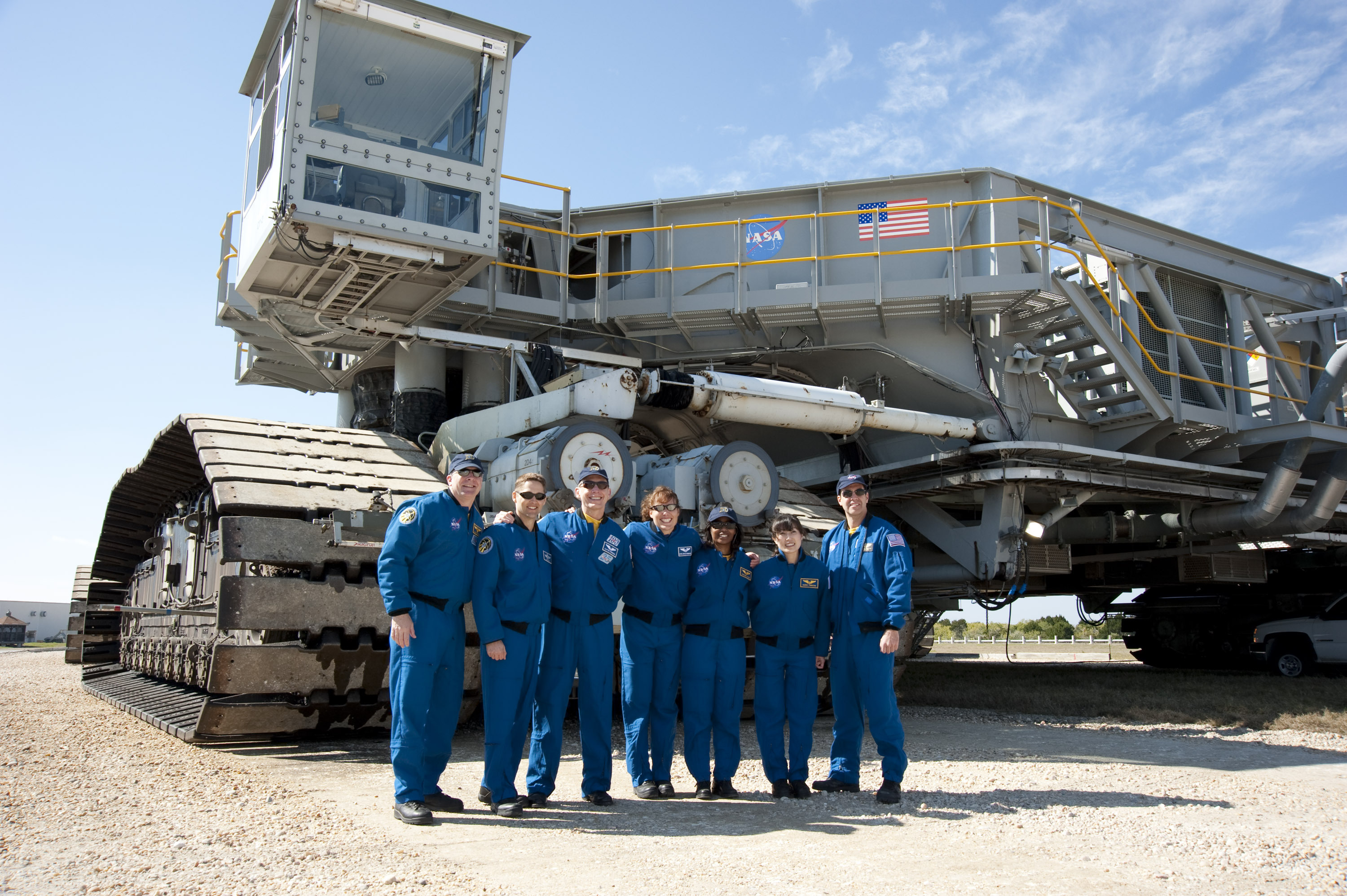
A Hernyótalpas szállítójármű és az STS–131 legénysége

A mobil koncepció eredetileg önjáró indítóállványokkal számolt, azonban még a tervezési időszakban egy külön, az állványok szállítására gyártott szállítójármű megépítéséről döntöttek. 1963-65 között létre is hoztak egy gigantikus hernyótalpas eszközt, amely az indítóállványokat a VAB és az indítóállás között szállítja. A szállítóeszköz lényegében egy hatalmas alváz, négy sarkában egy-egy lánctalp-párral, és egy hidraulikus vízszintező-rendszerrel, amely a szállítás során maximálisan vízszintes helyzetben tartja a platformot – a rajta utazó űrszerelvényt pedig függőlegesen –. A traktor funkciója, hogy a VAB-csarnokban az indítóállvány (és a rá szerelt rakéta) alá állva a hidraulikus rendszere segítségével a „hátára emelje” az űrszerelvényt, majd elszállítsa azt az LC–39 indítóállásba, ahol leeresztve a hidraulikát a végső indítási pozícióban hagyja. A traktor lényegében komolyabb változtatás nélkül végigszolgálta az Apollo-programot, majd a Space Shuttle-programot is, és várhatóan az eljövendő emberes NASA programokban is alkalmazni fogják erre a feladatra.
A hernyótalpas szállítójármű önmagában is egy mérnöki csúcsteljesítmény. A jármű 2721 tonnás önsúlyú gépszörny 4 pár lánctalppal, amelyek mindegyike 57 lánctalpon gördül (egyetlen lánctalpszem tömege pedig 900 kg). Formáját tekintve egy 40x35 méteres téglatest, amelynek magassága 6,1-7,9 méter között változtatható a hidraulikus kiegyenlítő rendszer segítségével. Mozgatását egy 2750 lóerős motor végzi, amely kilométerenként 350 liter gázolajat fogyaszt, miközben terhelten 1,6 km/h, üresen 3,2 km/h sebességre képes gyorsítani a járművet.

### Magyar irodalom
- Dancsó Béla: Holdséta - A Holdra szállás története, Novella Kiadó Kft, Budapest, 2004. ISBN 978-963-9442-24-5

### Magyar oldalak
- Németh Péter: A mozgatható indítóállványok története (1. rész) – Űrvilág, 2009
- Németh Péter: A mozgatható indítóállványok története (2. rész) – Űrvilág, 2009
- Németh Péter: A mozgatható indítóállványok története (3. rész) – Űrvilág, 2009

### Külföldi oldalak
- Charles D. Benson and William Barnaby Faherty: Moonport: A History of Apollo Launch Facilities and Operations – online könyv (angol nyelvű oldal)
- Ross B Tierney: Apollo/Saturn Mobile Launcher (angol nyelvű oldal) Archiválva 2011. október 6-i dátummal a Wayback Machine-ben